# Комісія Академії наук УРСР з історії Вітчизняної війни в Україні
Комісія Академії наук УРСР з історії Вітчизняної війни в Україні — спеціальна група зі збору та систематизації документів періоду воєнного часу — німецько-радянської війни 1941—1945 рр., що була створена в Академії наук УРСР майже одночасно з укомплектуванням у січні 1942 р. робочого складу Комісії з історії Вітчизняної війни АН СРСР та діяла до 1950 р.

## Історія
Як самостійна науково-дослідна установа в системі АН УРСР комісія була створена згідно з постановою Президії АН УРСР, ухваленою в травні 1944 — після повернення установ академії до Києва. Цій постанові передували:
- рішення ЦК КП(б)У, ухвалене 24 січня 1943 р. про створення при ЦК КП(б)У Комісії з історії Вітчизняної війни в УРСР
- постанова політбюро ЦК КП(б)У від 12 лютого 1944 р. про те, що Комісія з історії Вітчизняної війни в УРСР діє при АН УРСР.

У документах малися назви:
- Комісія з історії вітчизняної війни в Україні;
- Комісія з історії вітчизняної війни в Україні при АН УРСР;
- Комісія з історії вітчизняної війни при АН УРСР;
- Комісія з історії вітчизняної війни в Україні АН УРСР.

Основними завданнями комісії були збір, систематизація, упорядкування, облік (фондовий і тематичний) та зберігання документальних матеріалів (друкованих, копійованих, рукописних, фотознімків) про події німецько-радянської війни в цілому й боротьбу українського народу разом з усіма народами СРСР проти гітлерівських загарбників зокрема, а також науково-методичне керівництво роботою зі збирання документів на місцях, що проводилася обласними комісіями при обкомах КП(б)У та спеціальними комісіями сприяння при міськкомах і райкомах партії.
Комісія мала відділи:
- воєнно-партизанський;
- окупаційного режиму
- економіки воєнного часу
- окупаційного режиму та економіки воєн. часу (існував з 1 серпня 1947 р.);
- хроніки й бібліографії;
- фондів;
- «Персоналії Героїв».

Діяльність комісії здійснювалася під постійним контролем ЦК КП(б)У. Була підзвітна відділу суспільних наук АН УРСР і Плановій комісії АН УРСР. Від дня створення й до розформування її очолювали відповідальні працівники ЦК КП(б)У — спочатку К. Литвин, згодом І. Назаренко, а потім І. Слинько. Заступниками голів комісії в різні роки були: М. Супруненко, Ф. Шевченко та П. Гудзенко, вченими секретарями — Д. Гак і П. Балковий. Відділи комісії очолювали: К. Деляуров, В. Клоков, М. Король, В. Котов, В. Руденєв, П. Шапа тощо. Науковими співробітниками були Г. Береза, Д. Берлінський, А. Буцик, П. Городній, М. Погребінський, Т. Халепо, П. Шилохвост тощо. За усі роки діяльності комісії її співробітниками були близько 150 осіб наукового, науково-допоміжного й адміністративно-господарського персоналу.

## Значення та здобутки
Комісія зібрала й систематизувала понад 7 тис. одиниць зберігання різних документів і матеріалів з історії діючих бойових частин, партизанських з'єднань, про героїчну працю радянських людей, зокрема:
- матеріали Українського штабу партизанського руху (передані 15 жовтня 1946 р.);
- стенографічні записи спогадів учасників і сучасників війни (понад 600 одиниць зберігання);
- документальні матеріали різних організацій, установ, підприємств;
- а також матеріали, зібрані під час експедицій, організованих у райони бойових дій тощо.

Нині ці документи зберігаються в Центральному державному архіві громадських об'єднань України (фонд 166) і в Центральному державному архіві вищих органів влади та управління України (фонд 4620).
Зусиллями працівників комісії проведена велика підготовча робота зі складання хроніки війни та хронологічних довідників на місцях, з підготовки окремих серій документальних збірників, а також монографічних розвідок, історичних нарисів — основи для написання майбутніх фундаментальних досліджень про німецько-радянську війну. Низка праць (збірники документів, історичні нариси, монографічні розробки) вийшла друком: частина — у період існування установи, частина — після її реорганізації.
За час діяльності комісії як науково-дослідної установи в системі АН УРСР 11 її наукових співробітників захистили кандидатські дисертації, 5 закінчили підготовку дисертацій. Комісія була опорним пунктом (за рішенням ЦК КП(б)У від 17 січня 1947 р.) написання дисертацій із історії німецько-радянської війни для пошукачів із різних установ УРСР.
Від моменту одержання матеріалів Українського штабу партизанського руху і до часу передачі до Комісії у справах колишніх партизанів Вітчизняної війни при Президії Верховної Ради УРСР картотеки та списків особового складу партизанських формувань України (22 липня 1949 р.) комісія виконувала довідкову роботу, пов'язану з запитами установ і окремих громадян, що до неї надходили з приводу тих чи інших персоналій.
За постановою Президії АН УРСР від 16 червня 1950 р. комісія реорганізована у воєнно-історичний відділ Інституту історії України АН УРСР.